# Фаральонес-де-Кали (национальный парк)
Фаральонес-де-Кали (исп. Parque Nacional Natural Farallones de Cali) — национальный природный парк Колумбии. Является самым большим по занимаемой территории национальным парком в департаменте Валье-дель-Каука. Сформирован в 1968 году. На территории парка отмечено 30 рек. В авифауне парка около 300 видов птиц, включая несколько эндемичных видов.